# Maria Brauns äktenskap
Maria Brauns äktenskap (originaltitel: Die Ehe der Maria Braun) är en västtysk dramafilm från 1979 i regi av Rainer Werner Fassbinder.

## Handling
Filmen börjar i Tyskland 1943, då Maria Braun (Hanna Schygulla) har gift sig med en soldat som heter Hermann Braun (Klaus Löwitsch). När andra världskriget tar slut kommer Hermann inte tillbaka. Efter att varit sin make trogen under kriget inleder hon nu ett förhållande med en svart amerikan.
Maria kommer även i kontakt med en man som heter Karl Oswald (Ivan Desny), en fransk-tysk textilfabrikant, som erbjuder henne ett arbete som hon tar.
En dag dyker maken upp och hittar Maria och hennes färgade älskare i sängen. Maria dödar sin älskare. Hermann tar på sig skulden och hamnar i fängelse.
Karl Oswald älskar Maria och när maken sitter i fängelse så inleder de ett förhållande.

## Medverkande i urval
- Hanna Schygulla – Maria Braun
- Klaus Löwitsch – Hermann Braun
- Ivan Desny – Karl Oswald
- Gisela Uhlen – Moder
- Elisabeth Trissenaar – Betti Klenze
- Gottfried John – Willi Klenze
- Hark Bohm – Senkenberg
- George Byrd – Bill
- Claus Holm – Doktor
- Günter Lamprecht – Hans Wetzel